# Irazú
Irazú (v jazyce indiánů Iaratzu) je aktivní stratovulkán, nacházející se v Kostarice v blízkém okolí hlavního města San José. S výškou 3432 m je to zároveň nejvyšší sopka Kostariky.
Irazú je poměrně aktivní, od roku 1723 eruptovala asi třiadvacetkrát. Nejznámější je erupce z roku 1963, kdy Irazú zasypala popelem okolní krajinu i hlavní město. Od té doby byla poměrně neaktivní až do roku 1994, kdy o sobě dala opět vědět nejprve častými zemětřeseními a následnou menší freatickou explozí.
Vrchol je tvořen několika krátery, v jednom z nich se nachází jezírko proměnlivé hloubky se zelenou vodou. Pokud je příznivé počasí, je možno z vrcholu Irazú vidět Pacifik i Karibik.
Vulkán Irazú a jeho okolí byl v roce 1955 vyhlášen za národní park (rozloha 2000 ha).